# Preghiera dell'Alpino
La Preghiera dell'Alpino è la preghiera per antonomasia del corpo degli Alpini.

## La Preghiera dell'Alpino
Su le nude rocce, sui perenni ghiacciai, su ogni balza delle Alpi ove la provvidenza ci ha posto a baluardo fedele delle nostre contrade, noi, purificati dal dovere pericolosamente compiuto, eleviamo l'animo a Te, o Signore, che proteggi le nostre mamme, le nostre spose, i nostri figli e fratelli lontani, e ci aiuti ad essere degni delle glorie dei nostri avi. Dio onnipotente, che governi tutti gli elementi, salva noi, armati come siamo di fede e di amore. Salvaci dal gelo implacabile, dai vortici della tormenta, dall'impeto della valanga, fa che il nostro piede posi sicuro sulle creste vertiginose, su le diritte pareti, oltre i crepacci insidiosi, rendi forti le nostre armi contro chiunque minacci la nostra Patria, la nostra Bandiera, la nostra millenaria civiltà cristiana. E Tu, Madre di Dio, candida più della neve, Tu che hai conosciuto e raccolto ogni sofferenza e ogni sacrificio di tutti gli Alpini caduti, tu che conosci e raccogli ogni anelito e ogni speranza di tutti gli Alpini vivi ed in armi. Tu benedici e sorridi ai nostri Battaglioni e ai nostri Gruppi. Così sia.

## Storia
- 1947: ritrovamento nell’archivio della famiglia di Gennaro Sora di una lettera alla madre, datata luglio 1935. In essa compare una sua preghiera elaborata per gli alpini dell’Edolo, battaglione da lui comandato, nella quale numerose sono le frasi poi diventate patrimonio di tutti gli alpini in armi e in congedo. Sora morì nel 1949 dopo un’avventurosa vita spesa sull’Adamello, alle isole Svalbard (impresa Nobile), nelle guerre fasciste in Africa Orientale e in prigionia in Kenya.
- 11 ottobre 1949: don Pietro Solero, sacerdote, alpino e alpinista, cappellano del 4º Alpini, in un incontro con l’Ordinario militare, mons. Carlo Alberto Ferrero di Cavallerleone, propone di «ritoccare e di rimodernare la Preghiera e di concedere la facoltà di recitarla dopo la Messa in luogo della Preghiera del Soldato».
- 21 ottobre 1949: mons. Ferrero approva e il vicario generale mons. Giuseppe Trossi comunica il nuovo testo della Preghiera a tutti i comandanti alpini.
- 1972: mons. Aldo Parisio, cappellano capo del 4º Corpo d’Armata Alpino, chiede e ottiene dall’Ordinario militare, mons. Mario Schierano, di sostituire alcune frasi ritenute non più consone al momento che l’Italia sta vivendo. Perciò il «rendi forti le nostre armi contro chiunque minacci la nostra Patria, la nostra Bandiera, la nostra millenaria civiltà cristiana…» diventa: «Rendici forti a difesa della nostra Patria e della nostra Bandiera».
- 15 dicembre 1985: il testo così modificato è definitivamente approvato per cui la nuova “Preghiera dell’Alpino” diventa ufficiale.
- 26 settembre 1987: il Presidente Caprioli chiede e ottiene dal Consiglio Direttivo Nazionale dell’Ana che la Preghiera sia preferibilmente recitata, nella forma originale del 1949, quando le cerimonie sono celebrate in presenza di soli iscritti all’Ana e nel testo modificato nel 1985 in presenza di reparti alpini in armi che non possono evidentemente contravvenire agli ordini.
- 6 settembre 2007: l’arcivescovo Ordinario militare, mons. Vincenzo Pelvi, reinserisce nel testo della Preghiera modificata nel 1985 il riferimento alla «nostra millenaria civiltà cristiana». Per gli alpini in servizio, dunque, il «rendici forti a difesa della nostra Patria e della nostra Bandiera» diventa: «Rendici forti a difesa della nostra Patria, della nostra Bandiera, della nostra millenaria civiltà cristiana».[1]

La prima ricerca è stata effettuata prima del 1967 dallo scrittore Luciano Viazzi nell'archivio famigliare del colonnello Gennaro Sora. Viazzi ha scoperto una lettera scritta da Sora alla madre il 4 luglio 1935 dove si trovava, ovvero presso la malga Prader in Val Venosta. Assieme alla lettera vi era "una copia della mia preghiera per te, Sandra e il curato di San Michele". Tale preghiera era scritta di pugno da Sora su un foglio sgualcito a quadretti e aveva come titolo "Preghiera dell'alpino dell'Edolo", battaglione di cui era il comandante. Anche agli altri reparti degli Alpini piacque tale preghiera e iniziarono ad adottarla, come ad esempio il battaglione "Val d'Adige", grazie all'interessamento del cappellano, padre Enrico Bianchin.
Nel tempo però la preghiera si trasformava sulla base degli eventi bellici. Uno di questi cambiamenti avvenne l'11 ottobre 1949, quando il Cappellano militare del 4º Reggimento alpini di stanza a Torino, don Pietro Solero, dopo un incontro con monsignor Carlo Alberto Ferrero di Cavallerleone e in occasione del "trofeo della montagna" di Aosta gli scrisse di poterla utilizzare alla fine delle Sante Messe, dopo aver tolto i riferimenti al re e al duce, al posto della "preghiera del Soldato". Mons. Mario Schierano è celebre per essere stato l'unico Ordinario Militare d'Italia, che abbia scritto una preghiera per appartenenti di una specialità militare: la "preghiera dell'artigliere da montagna", recitata per la prima volta durante l'adunata nazionale degli alpini tenutasi a Torino il 14 e 15 maggio 1977.

## Polemiche
Nel ferragosto del 2015, per la celebrazione della santa messa presso il passo San Boldo al confine tra la provincia di Treviso e la provincia di Belluno, il sacerdote avrebbe voluto evitare la recita del verso che recita: "Rendi forti le nostre armi contro chiunque minacci la nostra patria ...". Gli alpini presenti sono usciti dalla chiesa per recitarla nella sua forma originale.